# ساسینورو
ساسینورو (به ایتالیایی: Sassinoro) یک کومونه در ایتالیا است که در استان بنونتو واقع شده‌است.

## خصوصیات
ساسینورو ۱۳٫۲ کیلومترمربع مساحت و ۶۳۵ نفر جمعیت دارد.